# Canal alfa

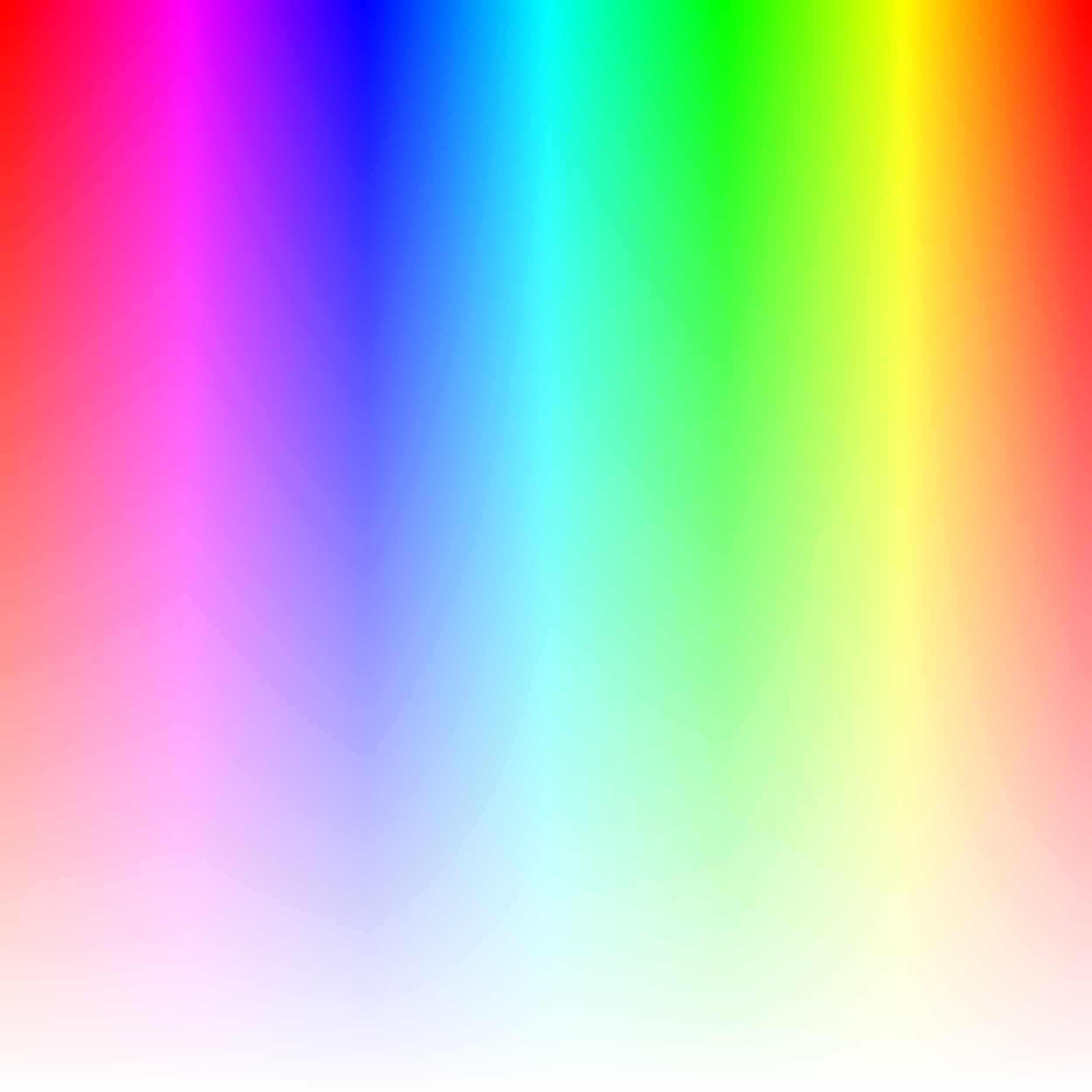
En aquesta imatge, el valor del canal alfa va disminuint de dalt a baix, fins a arribar a zero en la base.

En els formats informàtics, el canal alfa defineix l'opacitat d'un píxel en una imatge. El canal alfa actua com una màscara de transparència que permet, de forma virtual, compondre (mesclar per capes) imatges o fons opacs amb imatges amb un cert grau de transparència. Aquesta és una de les principals avantatges del format d'imatge PNG, recomanat pel W3C per al seu ús en la web. Abans de la creació d'aquest canal, i quan no hi havia ordinadors, en fotografia i cinema s'empraven màscares físiques (retallades o pintades) per a reservar una part de la imatge que no s'exposava a la llum i que servia per a generar una segona exposició (i, si calia, una tercera i una quarta) viable i controlada que permetés compondre dins de la pel·lícula elements que no estaven presents en la primera exposició o rodatge, també s'empraven imatges retallades o pintades sobre fons transparents (vidres, per exemple). Amb l'aparició dels sistemes informàtics va caldre trobar un sistema per a generar aquesta transparència de forma virtual, que permetés compondre imatges.

## Els models de color i el canal alfa

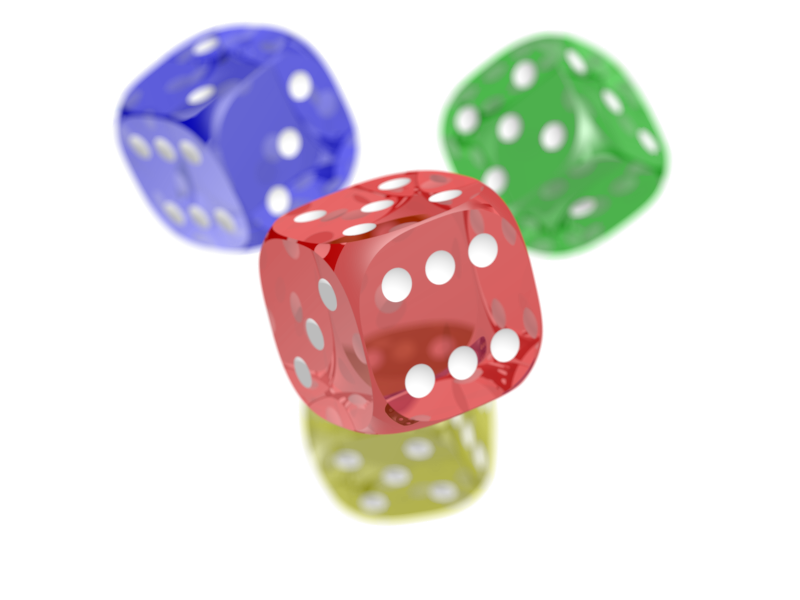
Imatge amb canal alfa sobre fons blanc.

Exemples bàsics de combinació (composició) de capes mitjançant el canal alfa.

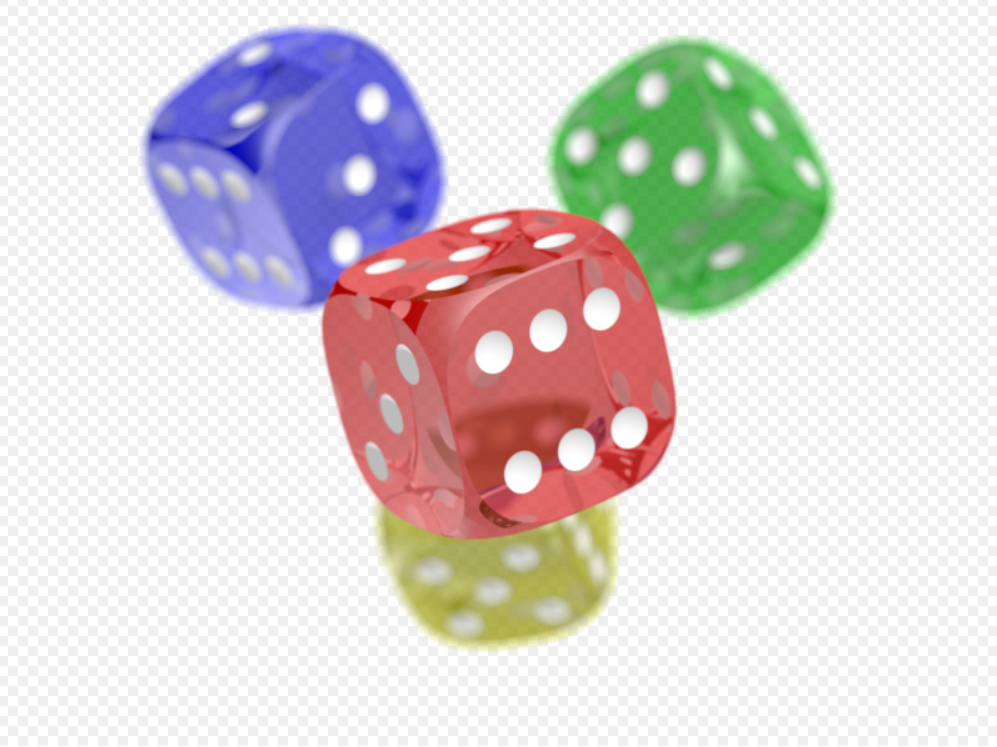
La mateixa imatge sobre un fons quadriculat estil taulell d'escacs.

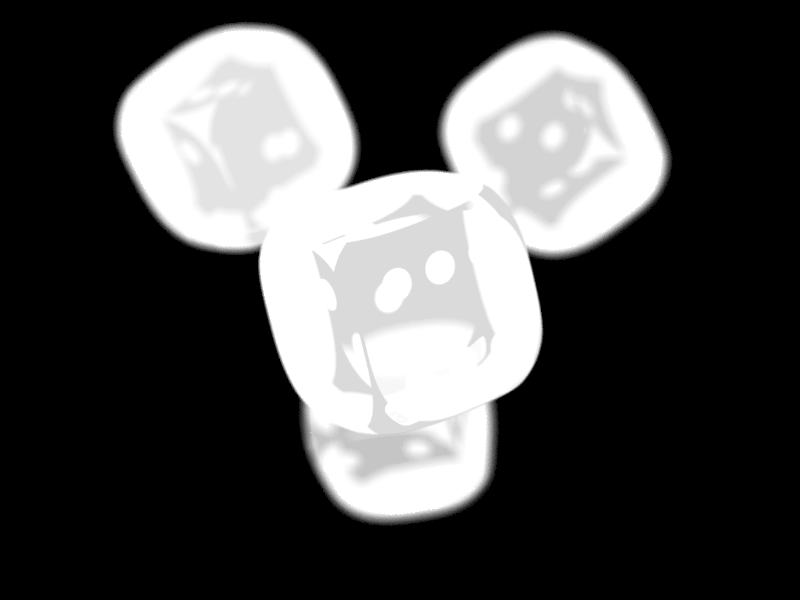
El canal alfa de les imatges anteriors.

Els formats digitals empren diferents tipus de formes per a definir el color de les imatges que apareixen a les pantalles, algunes es basen en els sistemes tradicionals d'impremta, com els models de color de la quatricomia (CMYK, sigles en anglès de Cian, Magenta, Groc i Negre), les cartes de colors com les de Pantone o els colors bàsics o primaris de la llum (RGB, sigles en anglès de Vermell, Verd i Blau, en castellà RVA), el sistema més emprat quan es tracta d'imatges que no necessiten ser impreses en quatricomia o segons una determinada carta de colors (emprat ja en fotografia i en els televisors de tub analògics), ja que té una major gamma cromàtica, també hi ha una gamma de colors, basada en l'RGB però més limitada, que s'usa com a estàndard en les pàgines web i altres creacions pensades per a Internet, els colors HTML. Els models RGB treballen amb tres canals de color que corresponen als tres colors emprats, el vermell, el verd i el blau, i que es mesclen per a donar lloc a una imatge final (fixa o en moviment) en color.
Partint del model RGB i dels tres canals que el componen, es va crear un quart canal que en definia la transparència, el canal alfa. Els programes d'edició d'imatges o de tractament d'imatges, doncs, i només en alguns formats d'imatges (TGA, PSD, TIF, ... però no JPG, per exemple), mostren quatre canals per a definir una imatge: RGBA (vermell, verd, blau i alfa), normalment parlem d'imatges amb una profunditat de color de 24 bits, més 12 bits per al canal alfa, és a dir, imatges de 32 bits. El quart canal, l'alfa, només apareix si s'ha generat prèviament, bé mitjançant algun procés informàtic, bé manualment. Tots quatre canals es mesuren segons els paràmetres numèrics o escales que corresponen a l'espai de color al qual pertanyen, definits prèviament en una paleta de colors que empren el programa i el sistema operatiu amb què es treballa: [0..1] (en nombres reals) o [0..255] (en nombres enters) o [00..FF] (en nombres hexadecimals), pel que fa al canal alfa, el valor màxim significa que el píxel és completament opac i el valor mínim una transparència total, la resta de xifres de l'escala defineixen el percentatge de transparència (com més a prop del negre, més transparent i com més a prop del blanc, més opac), però no hi ha més restriccions, en canvi, pel que fa als colors en si, la xifra representa el percentatge d'aquell color que s'ha de mesclar per a obtenir el color final de cada píxel, essent indispensable que el percentatge (es mesuri emprant l'escala que sigui) de tots tres colors arribi al 100% per a aconseguir el color blanc pur i el 0% per a aconseguir el negre pur (si no hi ha llum, tot és fosc, simplificant-ho).
Alguns programes actuals permeten tenir imatges dividides en capes de color (layers en anglès), amb efectes manipulables i infinitat de màscares, en general basades en el canal alfa. La combinació de les capes de color, de les màscares i dels efectes permet crear imatges de gran complexitat i mesclar elements de tota classe (fotografies, dibuixos, imatges infogràfiques, etc.) bé siguin imatges fixes com seqüències d'imatges. Per a mostrar la transparència de les capes, quan no existeix cap capa (o no és visible) a sota, els programes de tractament d'imatges acostumen a oferir l'ús d'una quadrícula acolorida com si es tractés d'un tauler d'escacs, per a mostrar de forma estàndard l'efecte de transparència de la capa, també s'empren fons llisos, amb un color predefinit o definit per l'usuari, i per a mostrar el canal alfa s'acostuma a veure com si fos un efecte, com si es tractés d'una capa de color que tenyeix la imatge, habitualment de color vermell (tot i que normalment es pot modificar el color), amb un 50% de transparència (també modificable) quan es presenta sobre una imatge en colors, com a màscara en escala de grisos, si es tracta de la capa en si o com a "forat" quan s'aplica en la combinació de dos fitxers diferents. un exemple clar és el que passa en el programa Photoshop: tenim una imatge en color amb una o més capes, aquesta imatge té (si treballem en RGB) els tres canals de color (vermell, verd i blau) que ens mostren, cadascun i per separat, una imatge parcial, com si fos una imatge en escala de grisos o una fotografia en blanc i negre però tenyida del color del canal, en el canal alfa tenim una màscara de tall que, per si sola, se'ns mostra en blanc i negre (tot i que pot contenir zones en grisos), quan activem alhora la imatge en color (els tres canals de color alhora) i el canal alfa, el dibuix representat en el canal alfa se'ns mostra en vermell semitransparent en les zones amb màscara (transparents, que en el mateix canal es mostren en negre) i buit, sense "tint", en les zones opaques (en blanc en el mateix canal). El canal alfa es pot emprar en positiu i en negatiu, és a dir, la màscara incorporada al canal es pot fer servir tal com ve predeterminada pel programa o l'usuari que la van generar, o bé es pot invertir, aplicant la transparència a les zones que eren opaques i a la inversa.
Respecte a altres sistemes de generar transparències en les imatges digitals, el canal alfa els avantatja sobretot perquè permet utilitzar l'antialiàsing que, combinat amb la premultiplicació dels píxels (la multiplicació del percentatge de cada color primari pel percentatge de transparència en el canal alfa), evita que s'apreciïn les zones de tall de la màscara en una composició d'imatges.

## Programari de tractament d'imatges
Els programes de dibuix i tractament d'imatges (inclosa la fotografia) habitualment permeten l'ús de les transparències en les imatges i/o en les capes que les componen. Depenent de la sofisticació, complexitat i finalitat de cadascun, la manipulació i el tractament dels canals alfa és més o menys versàtil i viable. Alguns dels més coneguts i més emprats són:
- Adobe Photoshop
- Adobe Illustrator
- Inkscape
- Gimp
- CorelDRAW
- Corel Paint Shop Pro
- Corel Painter

## Programari de composició i d'edició de vídeo
Existeix una gran quantitat de programes que permeten l'ús del canal alfa i d'altres tipus de màscares de retall per a l'edició de vídeo i/o per a la composició de seqüències d'imatges en moviment. La llista següent n'esmenta alguns dels més coneguts i emprats. Hi ha aplicacions comercials (After Effects, Combustion, Motion, ...), no comercials (Saber) i lliures (Blender, Kdenlive).
- Adobe After Effects
- Apple Motion
- Apple Shake (ja no es comercialitza)
- Autodesk Combustion
- Autodesk Flint, Flame & Inferno
- Autodesk Smoke
- Autodesk Softimage, abans anomenat Softimage|XSI
- Autodesk Toxik
- Aviary Peacock
- Avid DS
- Avid Media Composer (popularment conegut com l'"Avid")
- Blender
- Kodak Cineon
- CompTime (de la Industrial Light & Magic)
- eyeon Fusion
- FXHome CompositeLab Pro
- Saber (de la Industrial Light & Magic)
- Jahshaka
- Kdenlive
- The Foundry Nuke
- OpenShot Video Editor
- Pinnacle Commotion
- SideFX Houdini Halo (Vegeu Houdini)
- Silicon Grail Rayz and Chalice
- Sony Vegas